# Saint-Julien, Côtes-d'Armor
Saint-Julien (tiếng Breton: Sant-Juluan-Pentevr) là một xã của tỉnh Côtes-d’Armor, thuộc vùng Bretagne, tây bắc Pháp.

## Dân số
Người dân ở Saint-Julien được gọi là Julianais.